# Lucenay
Lucenay es una comuna francesa situada en el departamento de Ródano, de la región de Auvernia-Ródano-Alpes. Pertenece a la comunidad de comunas Beaujolais-Pierres Dorées.

## Geografía
Está situada a 20 kilómetros en el noroeste de Lyon y a 8 kilómetros en el sur de Villefranche-sur-Saône.

## Demografía
| 687 | 719 | 878 | 1 071 | 1 205 | 1 368 | 1 565 | 1 834 |
| Para los censos de 1962 a 1999 la población legal corresponde a la población sin duplicidades (Fuente: INSEE [Consultar]) |     |     |       |       |       |       |       |